# 克拉勒中心
克拉勒中心（希伯來語：מֶרְכָּז כְּלָל，羅馬化：Merkaz Klal）又称克拉勒大楼（罗马化：[Binyan Klal] 错误：{{Lang}}：無法辨識語言標籤 latn-he（帮助）），是耶路撒冷一座十五层高的写字楼兼购物商城，坐落于雅法路上。大楼落成于1972年，是耶路撒冷第一座高端室内购物中心。中心之建造是为重振雅法路的生机，其使用率一度高涨，后来1990年代中期许多租户迁往新开发市郊的商城或写字楼，遂衰落。公认此大楼在商业及建筑上均不成功。

## 地点
克拉勒中心位于以色列国耶路撒冷，坐落雅法路、基阿赫街（罗马化：[Rḥ. KIḤ] 错误：{{Lang}}：無法辨識語言標籤 latn-he（帮助））路口西南角，西距马哈尼耶胡达市场一个街区。大楼北面雅法路及小大卫广场，南面亚基帕街（罗马化：[Rḥ. ’Agripas] 错误：{{Lang}}：無法辨識語言標籤 latn-he（帮助）），有数个入口开向雅法路、基阿赫街及亚基帕街，从基阿赫街可进入其地下车库。

## 历史

### 联盟职业学校校园

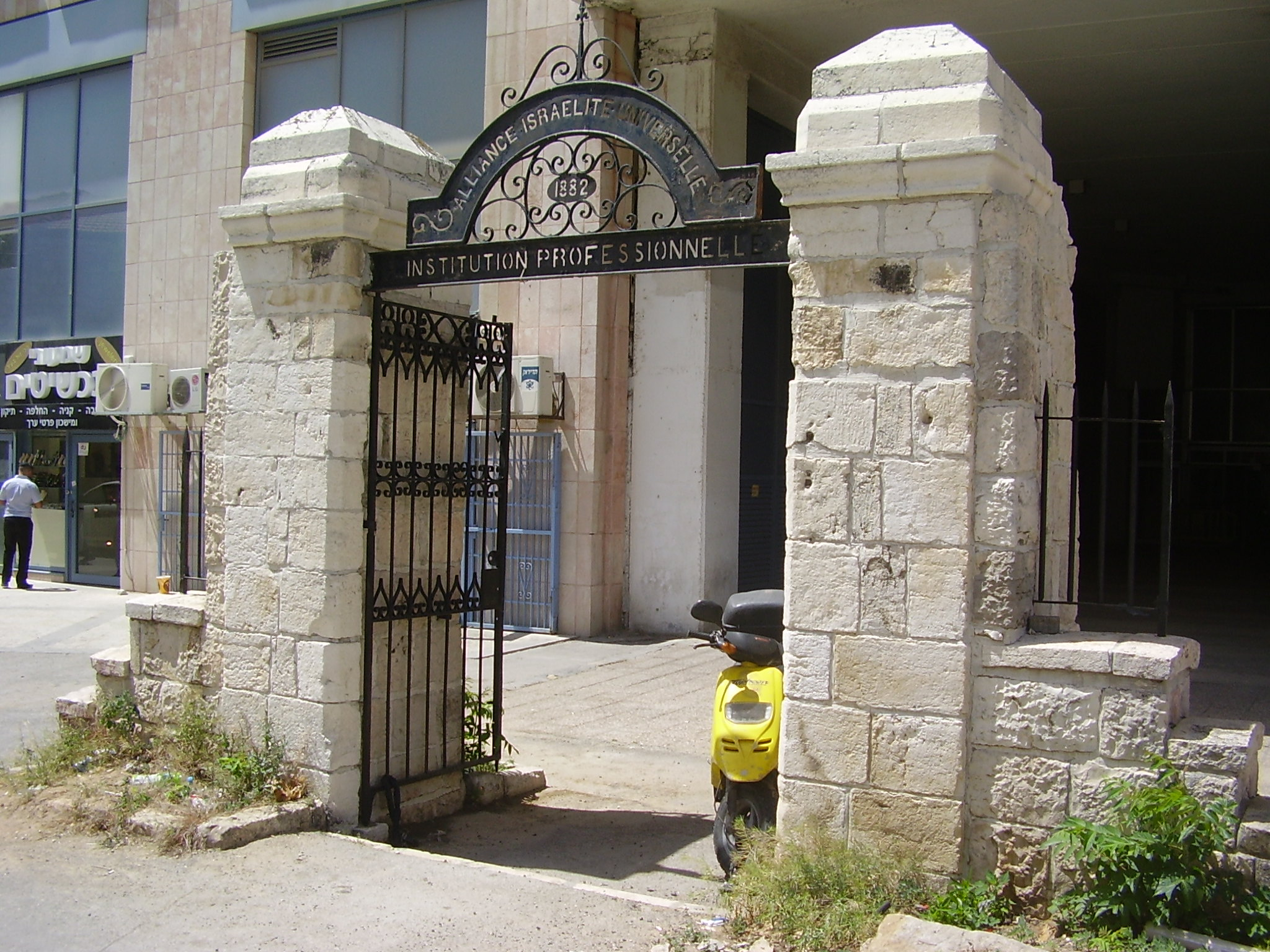
联盟职业学校纪念门

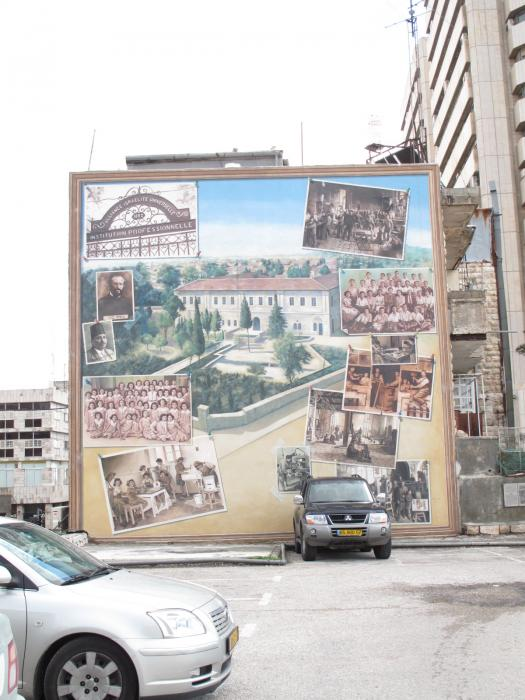
壁画绘联盟学校，克拉勒中心即壁画右后侧高楼

克拉勒中心所在地块最初是联盟职业学校（罗马化：[Bet HaSefer Alians] 错误：{{Lang}}：無法辨識語言標籤 latn-he（帮助））校区的一部分，该校是耶路撒冷第一座犹太人开设的专科学校，始建于1882年，主要招收塞法迪犹太人学生，提供裁缝、制鞋、木工、锻工、石工、机修、版刻、雕塑、铜艺、纺织、印染、砌筑等等百工课程。学校由世界犹太联盟巴黎分会建立，占地十七杜纳亩，包括有一栋主楼，周围环绕漫长的工坊楼栋、风景园林。为建造克拉勒大楼，学校大多数建筑园林都在1970年平毁。
1976年，为纪念拆除的学校，克拉勒中心一侧建立纪念碑，面向雅法路。纪念碑为装饰性的铁门，上刻法文书写的校名。铁门立于两墩石柱之间，今已不在原位。
此校的另一处纪念物在西侧的马哈尼耶胡达市场停车场中，以壁画方式表现。其壁画描绘学校主楼及花园、以及校中师生影像。

### 工程目标
克拉勒中心预想能有助于增长西面马哈尼耶胡达市场、市中心及东面本耶胡达街的商业活动及行人往来。根据耶路撒冷建筑史学家大卫·克罗扬凯尔的说法，克拉勒中心是「第一次尝试在耶路撒冷造出带天顶的豪华购物中心」。大楼同样也是耶城第一座加有裙楼的建筑项目。市政官员授予建筑方「建筑特权」，希望这一项目能促进雅法路上商贸事业的增长。

## 设计

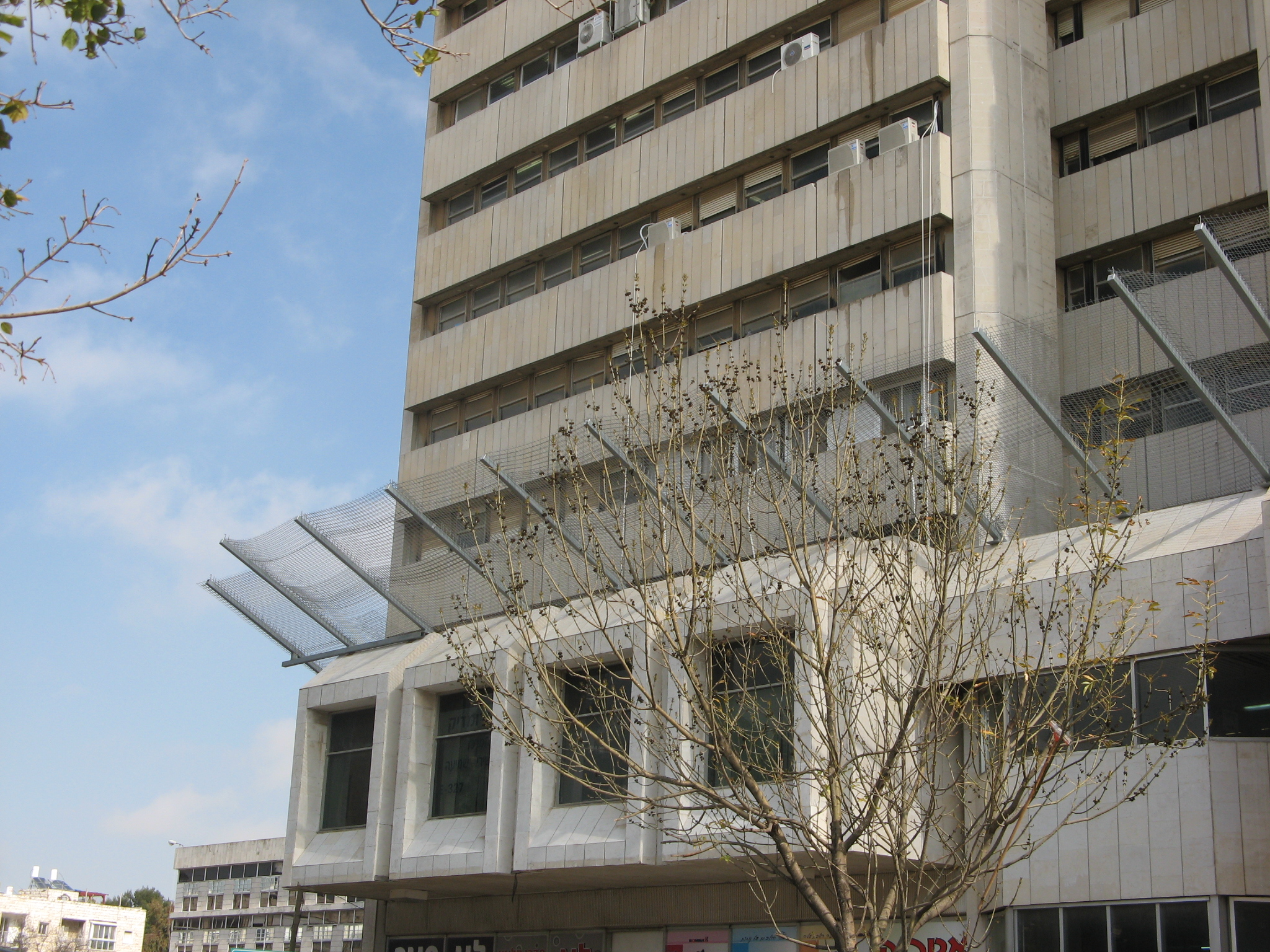
环绕大楼外侧安装的安全网

1972年竣工的克拉勒中心反映了当时以色列建筑业界的风潮，即从小规模建筑转向将「屋顶下的一切」囊括在内的大项目。大楼高十五层，由以色列设计师丹·埃坦
（罗马化：[Dan ’Etan] 错误：{{Lang}}：無法辨識語言標籤 latn-he（帮助））设计，此人在以色列规划有大量体量硕大的公共建筑及写字楼，在特拉维夫尤其多。
克拉勒大楼的购物层特别宽敞，容纳商铺与一家影院。商铺围绕广阔的中庭布置，这一中庭原本设计成露天样式，但气象条件不允许，设计者只得加装半透明屋顶。数间电梯厅可通往楼上办公区。
楼外部有「笔直线条、连续开窗、光滑的白石外墙」，体现出现代主义建筑风格。由于大楼高耸，纷纷有人从大楼高层窗户跃下，克拉勒中心迅速成为跳楼自杀的胜地。随后楼外安装安全网。
克拉勒中心建立后，耶路撒冷忽而流行起一个传说，据传两名罪犯谋害另一名罪犯，掩埋于克拉勒中心的混凝土地基之中。一些人群对项目之失败感兴趣，这一风闻或许为他们所开始流传。

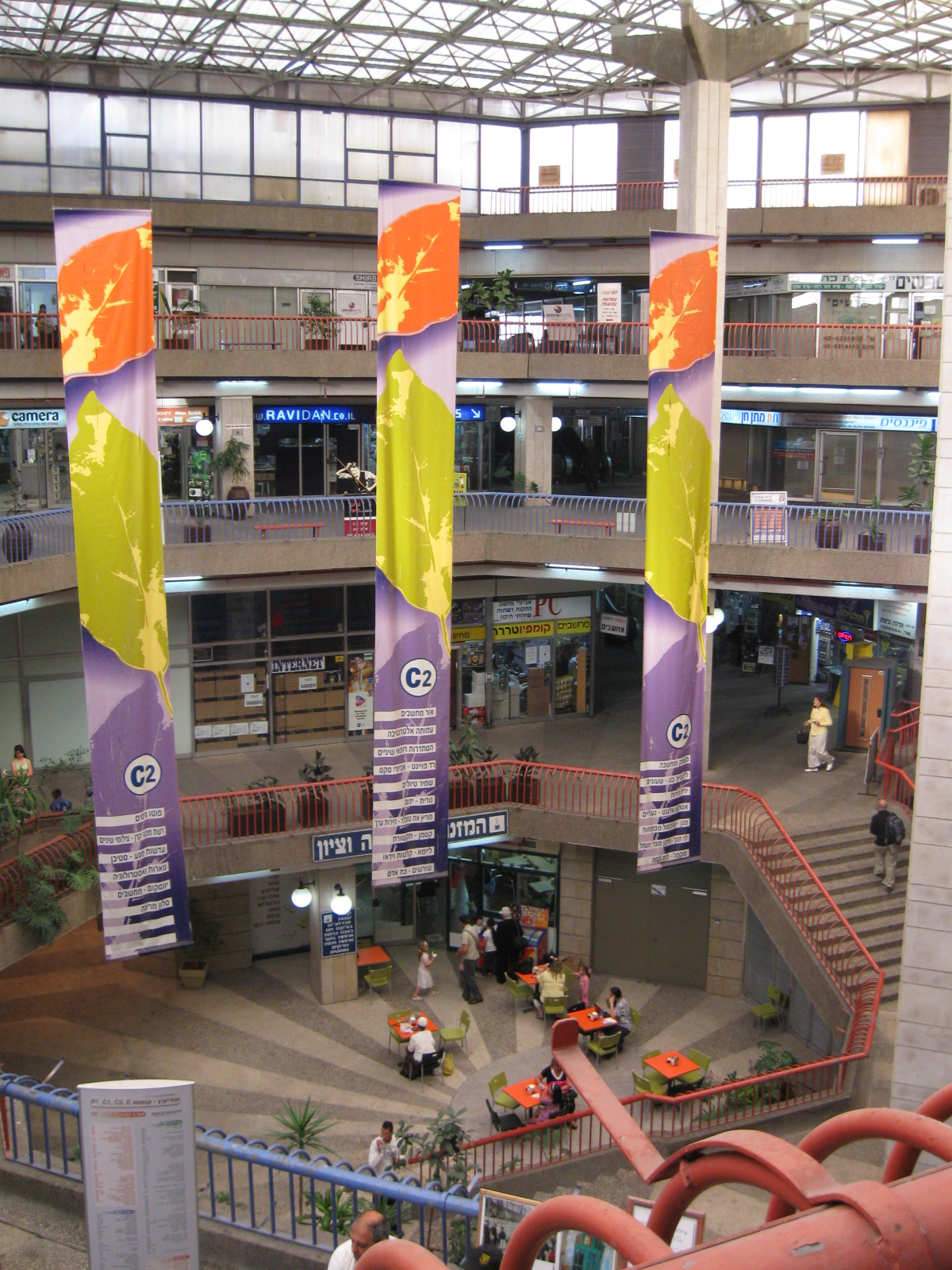
克拉勒中心内购物层及餐饮区一角景象

## 使用
1980年代中期，克拉勒中心得到政府办公、商业活动、私营公司等方面入驻，使用率高涨。1990年代，城南马尔哈商城、附近吉瓦特拉姆政府设施等处兴建，许多公私企业骤然出走，克拉勒中心整栋写字楼层空置无用。以客流不足故，商业层的商铺亦纷纷开始关闭；到2010年，许多铺面被西侧的马哈尼耶胡达市场商贩作仓库使用。
2011、2012年之际冬天，二十五户原居独立公园和约维尔镇社区帐篷营地的流浪家庭安置在克拉勒中心空置的办公室中过冬。
目前中心租户包括如下政府机构：以色列警察耶路撒冷区事故处理局、道路交通与安全部、司法部企业管理局、征收执法局等。其他重要租户尚有耶路撒冷轻轨客服中心、工人银行及贴现银行的分行。一个非宗派的弥赛亚主义基督教团体「万王之王」于2004年在克拉勒中心十四楼开放「耶路撒冷祷告塔」，从中能看到耶路撒冷全景。万王之王在耶路撒冷的希伯来语、英语弥赛亚主义教会都在克拉勒中心聚会从事教会服事。
2011年至2012年间，由于雅法路改造成步行街，作为工程一部分，克拉勒中心与雅法路之间一片小型停车场重新修整为公共广场。这一工程耗资超过四百万谢克尔，加建花岗石路面、公共座椅，并种植树木、增添装饰灯光。

## 批评

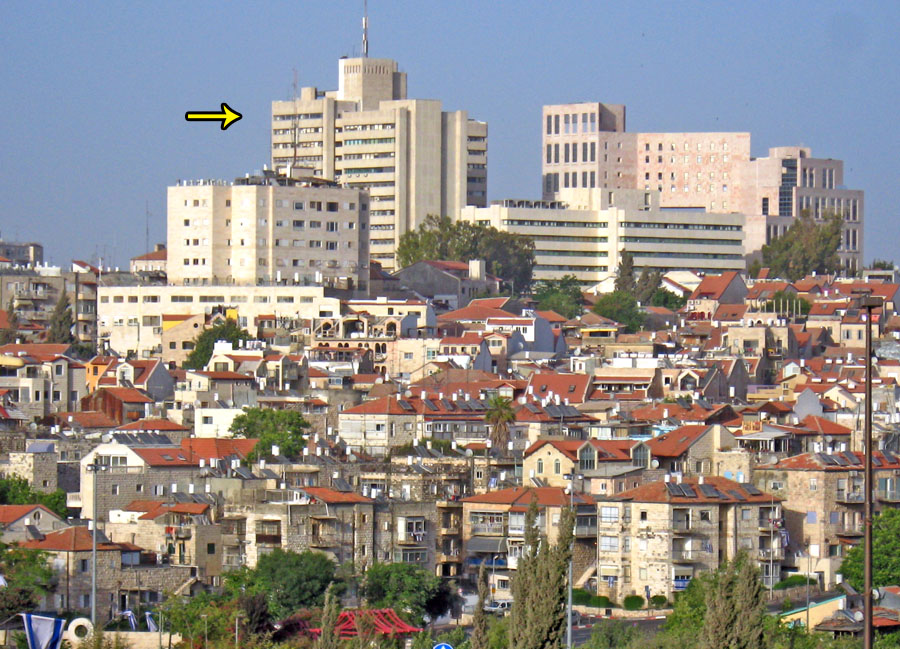
箭头所指即克拉勒中心，前景为纳克拉沃社区

几乎从开业起，克拉勒中心就受到各种批评。有批评人士从一开始就声讨将具有历史意义的联盟职业学校拆毁、建造这一项目的决定。其他批评指出大楼的风格及高度与周围社区中典型的耶路撒冷式低矮建筑风格不相协调。
克罗扬凯尔表示，大楼老化之后状态不佳；外墙一些石板剥落、其余则显得受天气摧残而肮脏。楼内购物层中连接各层的楼梯间有如「迷宫」，不易找到方向，且「大面积的花岗石表面营造出非常哀戚的效果」。亦有意见提及建筑采光昏暗、停车困难造成了问题。建筑师埃坦本人也颇为坦率地将克拉勒中心列入1992年以色列一次题名「烂作」的展览中。
原本所期望、增进雅法路商贸事业活动的目标则从未成为现实。为将行人引至街上，亦有一些尝试，如在大楼侧建造「耶路撒冷之窗」等高档公寓，然而这类尝试至今无一成功，大楼项目被认定在商业上遭遇失败。
克罗扬凯尔认为，克拉勒中心非但未能振兴雅法路，还「实际上加速了它（雅法路）的衰败」。他特别指出中心缺乏核心商户、小商铺难以持久、且中心乃至其中银行在午后不久就打烊，如此种种都使得这一工程成为「耶路撒冷式商业失败一大典型的例子」。

## 暴力事件
2003年6月11日，一名自杀式袭击者装扮成哈瑞迪犹太人，在克拉勒中心前一辆向东行驶的14路公交车上引爆炸药包。这一袭击导致十六人遇难，逾百人受伤。
2013年7月，有人进入克拉勒中心一处律所，开枪射杀一对父女，这对父女正组成法务团队为一场明显的商业纠纷提供服务。

### 文内引注
1. ↑  英語：，「基阿赫」是世界犹太联盟的首字母缩写。

## 引用书目
- Kroyanker, David; Wahrman, Dror. . Jerusalem Institute for Israel Studies. 1983. ISBN 9652610194.

31°47′2″N 35°12′52″E / 31.78389°N 35.21444°E